# Euthydemos I

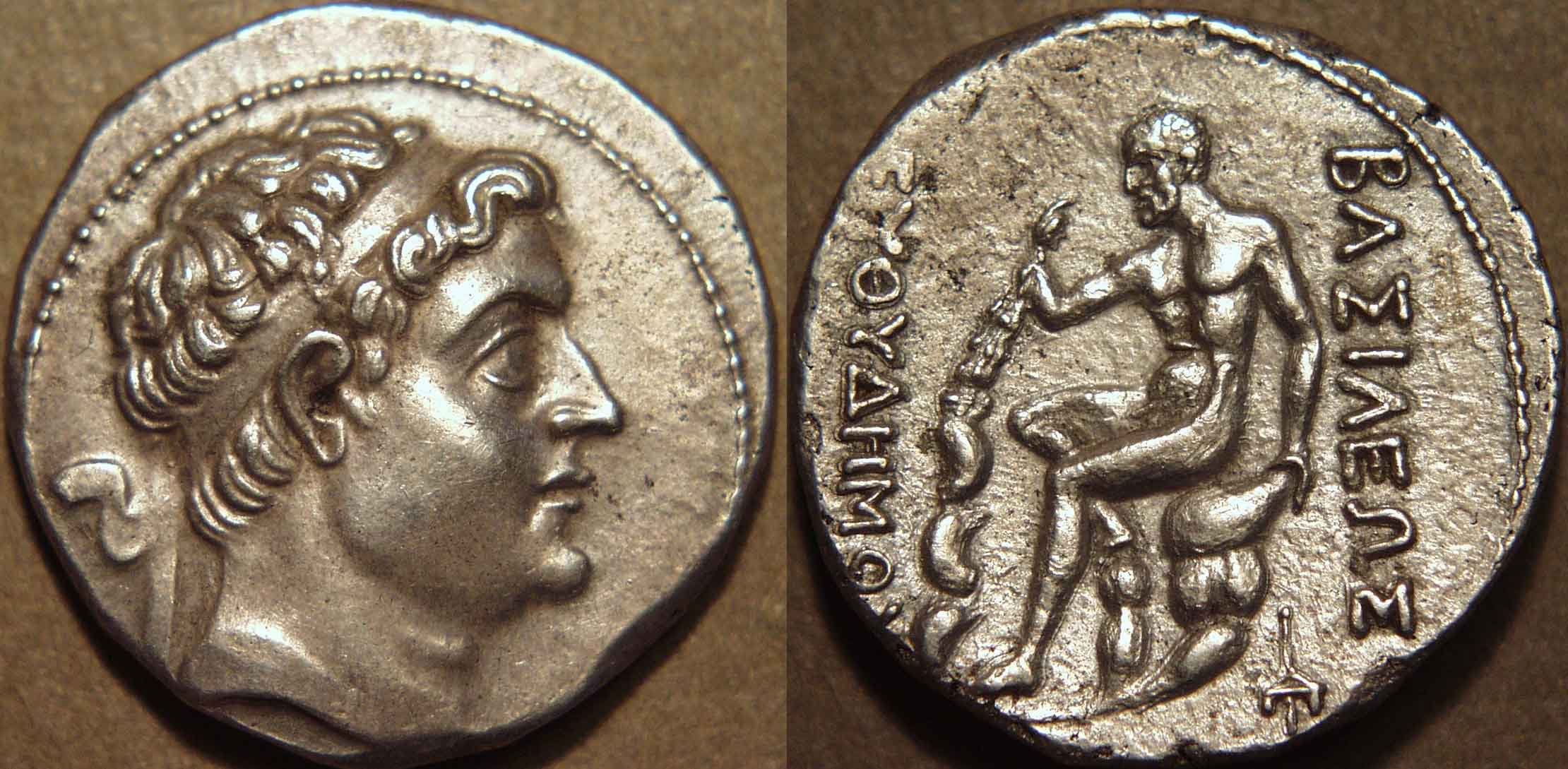
Silvermynt föreställande Euthydemos. Hans mynt kopierades av andra folk även efter hans död

Euthydemos I av Baktrien, även känd som Euthydemos från Magnesia, död kanske 184 f.Kr, var hellenistisk kung i Baktrien. Kronologin för hans och sonens regentskap är något osäkra.
Euthydemos var en grek från Magnesia vid Meander som störtade satrapen Diodotos II omkring 225 f.Kr. och blev härskare av Baktrien. Antiochos den store anföll år 208 f.Kr. Baktrien som en del av sitt mål att återerövra de östra provinserna, segrade vid Harirud, och belägrade Eythydemos i Zariaspa-Baktra. Dock förändrades läget när Euthydemos skickade sin son Demetrios för att förhandla. Antiochos blev imponerad av Demetrios, och erkände år 206 Euthydemos som konung samt lovade sin dotter åt Demetrios i utbyte mot Euthydemos krigselefanter. Hans rike utökades mycket, framförallt av sonen som erövrade Kabul-området och Punjab i Indien, och ätten var både rik och mäktig.